# Bądkowo (gemeente)
De gemeente Bądkowo is een landgemeente in het Poolse woiwodschap Koejavië-Pommeren, in powiat Aleksandrowski.
De zetel van de gemeente is in Bądkowo.
Op 30 juni 2004 telde de gemeente 4646 inwoners.

## Oppervlakte gegevens
In 2002 bedroeg de totale oppervlakte van gemeente Bądkowo 79,7 km², waarvan:
- agrarisch gebied: 96%
- bossen: 1%

De gemeente beslaat 16,76% van de totale oppervlakte van de powiat.

## Demografie
Stand op 30 juni 2004:
| Omschrijving                   | Totaal | Totaal | Vrouwen | Vrouwen | Mannen | Mannen |
| ------------------------------ | ------ | ------ | ------- | ------- | ------ | ------ |
| eenheid                        | aantal | %      | aantal  | %       | aantal | %      |
| inwoners                       | 4646   | 100    | 2319    | 49,9    | 2327   | 50,1   |
| bevolkingsdichtheid (inw./km²) | 58,3   | 58,3   | 29,1    | 29,1    | 29,2   | 29,2   |

In 2002 bedroeg het gemiddelde inkomen per inwoner 1429,42 zł.

## Administratieve plaatsen (sołectwo)
Antoniewo, Bądkówek, Bądkowo, Biele, Jaranowo (sołectwa: Jaranowo I en Jaranowo II), Kalinowiec, Kaniewo, Kolonia Łowiczek, Kryńsk, Kujawka, Kwiatkowo, Łowiczek, Łówkowice, Sinki, Słupy Duże, Słupy Małe, Tomaszewo, Toporzyszczewo (sołectwa: Toporzyszczewo I en Toporzyszczewo II), Wójtówka, Wysocin, Zieleniec, Żabieniec.

## Aangrenzende gemeenten
Brześć Kujawski, Koneck, Lubanie, Osięciny, Waganiec, Zakrzewo,